# Haute Surveillance (Jean Genet)
Pour les articles homonymes, voir Haute Surveillance.
Haute Surveillance est une pièce de théâtre écrite par Jean Genet en 1947 et représentée pour la première fois à Paris, au Théâtre des Mathurins, le 26 février 1949 dans une mise en scène de Jean Marchat.
Trois prisonniers sont enfermés dans une même cellule. Yeux-Verts a tué une femme et va mourir sur l'échafaud. Maurice et Lefranc sont condamnés pour des crimes mineurs. Maurice admire profondément Yeux-Verts. Lefranc aussi, mais secrètement, et il hait Maurice, tout comme il feint de haïr Yeux-Verts et de lui préférer Boule-de-Neige. Ce dernier est aussi condamné à mort (il est seulement évoqué dans la pièce), et avec Yeux-Verts ils sont considérés comme les rois de la prison. En effet leur peine les enferme dans une solitude, et dans un malheur immense qui leur confèrent une certaine dignité. Lefranc, toujours en conflit avec Maurice, notamment au sujet de la femme de Yeux-Verts que tous deux convoitent, finit par l'étrangler, afin de rejoindre Yeux-Verts dans sa solitude et son malheur.

## Distribution à la création
- Tony Taffin : Yeux-Verts
- Claude Romain : Maurice
- Robert Hossein : Lefranc
- Jean-Marc Lambert : Le surveillant
- Metteur en scène : Jean Marchat

## Adaptations cinématographique
- 1965 : Deathwatch, film américain réalisé par Vic Morrow, avec Leonard Nimoy, Michael Forest et Paul Mazursky
- 1981 : Haute Surveillance (Black Mirror), film canado-français réalisé par Pierre-Alain Jolivet, avec Louise Marleau, Alberta Watson et Lenore Zann. Le film est tourné en anglais. Le scénario de Jean-Claude Carrière, d'après la pièce de Jean Genet, déplace l'action dans une prison pour femmes.